# حسن القيم
حسن بن محمّد بن يوسف الحلّي الشهير بــالقَيِّم (1861 - 12 أبريل 1901) شاعر عراقي من أهل النصف الثاني من القرن التاسع عشر الميلادي. ولد في بغداد ونشأ فيها، ثم هاجر إلى الحلّة واتصل بالشعراء. تميّز بموهبة شعرية أصيلة، إلّا أنّه كان بطيء النظم، فكان نظمه جيّدًا متقنًا. توفي في الحلة، ودفن في النجف. جمع ديوانه محمد علي اليعقوبي بعنوان ديوان الحاج حسن القيم الحلي وشرحه وترجمة أعلامه وسرد الحوادث التاريخية فيه ونشرت طبعته الأولى في 1965 في بغداد .

## سيرته
هو حسن بن محمد بن يوسف بن إبراهيم بن إسماعيل بن سلمان بن عبد المهدي الحلّي. ولد في بغداد سنة 1861م/1278 هـ ونشأ فيها. تشتهر أسرته بـالقيّم لأن كان تتولّى سدانة بعض المشاهد الشيعية في الحلة، كان أحد أجداده سادناً على مقام «الإمام المهدي» في سوق الهرج في الحلة. هاجر والده من الحلة واستوطن بغداد في أواسط القرن الثالث عشر هـ/ عقد 1830 م. توفي والده في الحلة سنة 1293 هـ/ 1876 م.

هاجر حسن القيم إلى الحلّة وهي في ذلك العهد تزخر بكبار الشعراء والأدباء، فكان يحضر مجالسهم ويحفظ الكثير مما يقولون واتصل بالشاعر حمادي نوح وأخذ عنه، ولكنه لم يتخذ الشعر وسيلة للكسب، فقد احترف نسج الأحزمة الحريرية المعروفة في العراق باسم الحيص. قال الشعر وهو في العشرين من عمره، ومات وهو على مشارف الأربعين.

توفي في مدينة الحلة في 23 ذي الحجة 1318 / 12 أبريل 1901، ودفن في مدينة النجف. 

## شعره
ذكره عبد العزيز البابطين في معجمه وقال «يقع الديوان في مائة وأربع صحائف، تصدرته مقدمة عرف فيها المحقق بالشاعر وأسرته (الديوان في أربعة أقسام: الحسينيات - المدائح والتهاني - الرثاء والتأبين - الوجدانيات) تدل أقسام الديوان على محاوره «الموضوعية»، وهي أغراض الشعر المعروفة والمألوفة في بيئة المترجم له وعصره، ولن يختلف أسلوبه عن المألوف من القول في مثل هذه الأغراض، وقد لجأ إلى التشطير، كما امتدح الخليفة العثماني، وهنا قد يبدو شيء من محاولة الاختلاف، وليس كذلك ما كتبه في تقريظ الكتب.» 